# هنري مارتن (رسام كارتون)
هنري مارتن (بالإنجليزية: Henry Martin)‏ هو رسام كارتون أمريكي، ولد في 15 يوليو 1925.